# لیوینگستون، شهرستان کلارک، ایلینوی
لیوینگستون (به انگلیسی: Livingston) یک منطقهٔ مسکونی در ایالات متحده آمریکا است که در شهرستان کلارک، ایلینوی واقع شده‌است. لیوینگستون ۱۷۸٫۰۱ متر بالاتر از سطح دریا واقع شده‌است.